# یواس‌اس پنسیلوانیا (بی‌بی-۳۸)
یواس‌اس پنسیلوانیا (بی‌بی-۳۸) (به انگلیسی: USS Pennsylvania (BB-38)) یک کشتی است. این کشتی در سال ۱۹۱۵ ساخته شد.